# Der schwarze Graf

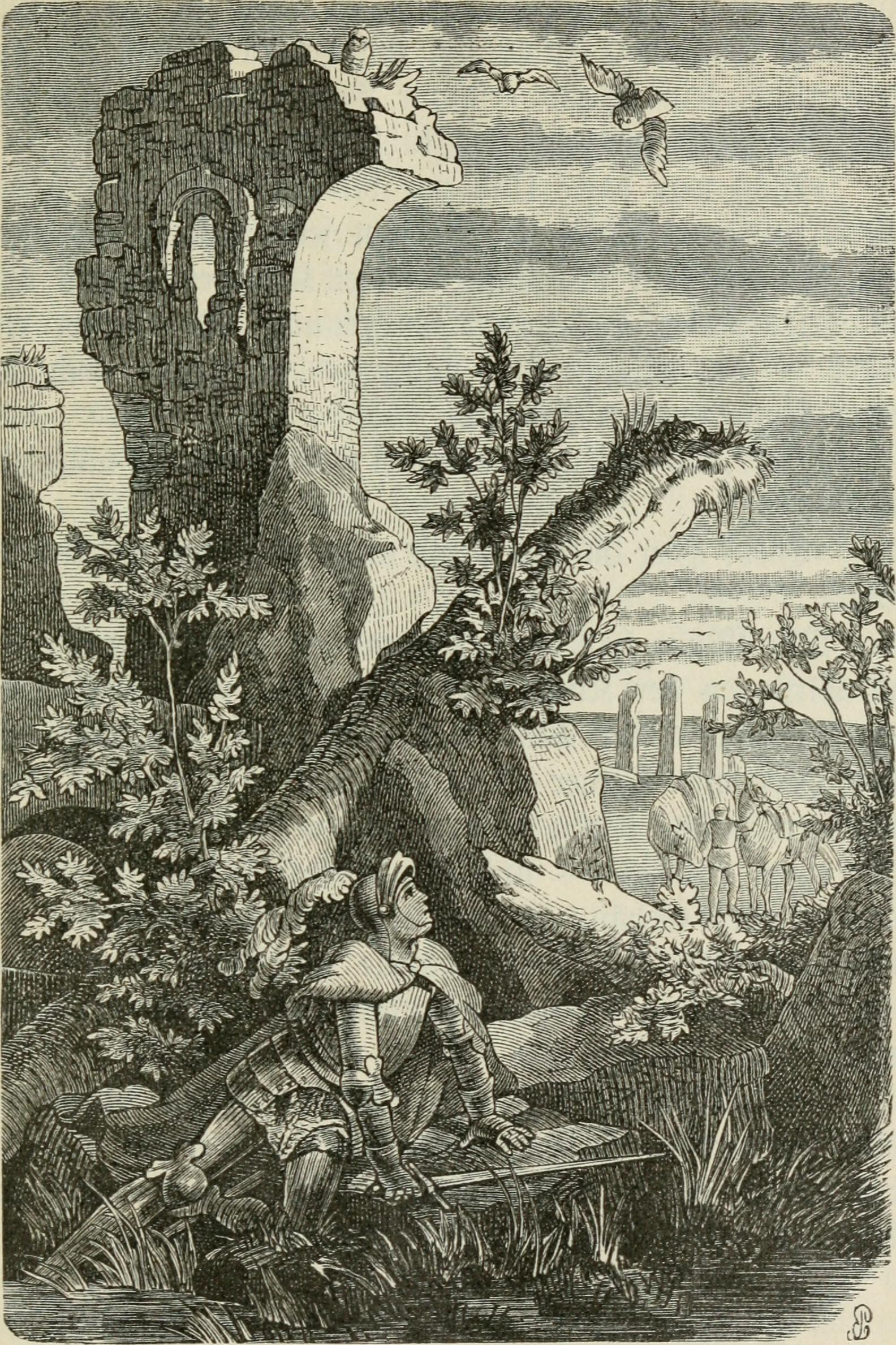
Illustration, 1890

Der schwarze Graf ist ein Märchen. Es steht in Ludwig Bechsteins Neues deutsches Märchenbuch an Stelle 11 und stammt aus Johann Jacob Mussäus’ Meklenburgische Volksmährchen (Nr. 6: Graf Schwarzenberg) im Jahrbuch des Vereins für meklenburgische Geschichte und Alterthumskunde von 1840.

## Inhalt
Ein tapferer Ritter lässt sich selbst durch die Hochzeit eines befreundeten Ritters nicht abhalten, seine Reise nachts fortzusetzen, obwohl im Wald ein schwarzer Graf spukt. Als dieser auftaucht, zwingt er den Ritter und seinen Knappen, ihm auf seine Burg zu folgen. Dort wird der Ritter Zeuge, wie der Graf vom Leichnam seiner Mutter gequält wird, die er einst mordete. Der Ritter ruft, sie sollten weichen „im Namen des Gekreuzigten“. Da findet er sich in Ruinen, und sein Knappe hilft ihm aus dem Moor.

## Herkunft
Bechstein nennt die Quelle, wo es „selbständig und eigentümlich als echtes Schauermärchen“ stehe. Es scheint mehr eine Sage mit Zügen einer Legende, obwohl Ort und Zeit unbestimmt bleiben. Eulen und schlangengleiche Drachen kennzeichnen den Grafen und sein Schloss als Ort von Verfall und Verdammnis (Ps 102,7 ; Jes 13,21 ; Zef 2,14 ; Offb 12,9 ; vgl. die Hexe in Grimms Jorinde und Joringel). Der Spuk endet bei Nennung von Jesus Christus, vgl. etwa Der See Corrib (Irische Elfenmärchen, Nr. 24).